# Náthán ben Jekhiél
Római Náthán Ben Jekhiél (héberül: נתן בן יחיאל מרומי; Náthán Ben Jechiél Miromi), (Róma, 1035 körül – Róma, 1106) középkori itáliai zsidó hittudós.
Rómában élt, és ott írta meg jelentős talmudi szótárát, egyben tárgylexikonát Áruch címen. Náthán nemcsak szavakat, hanem egész talmudi részeket magyaráz, így jelentős forrás a halácha történetére nézve. Érdekesség, hogy a mű megőrzött számos talmudi variánst is. 

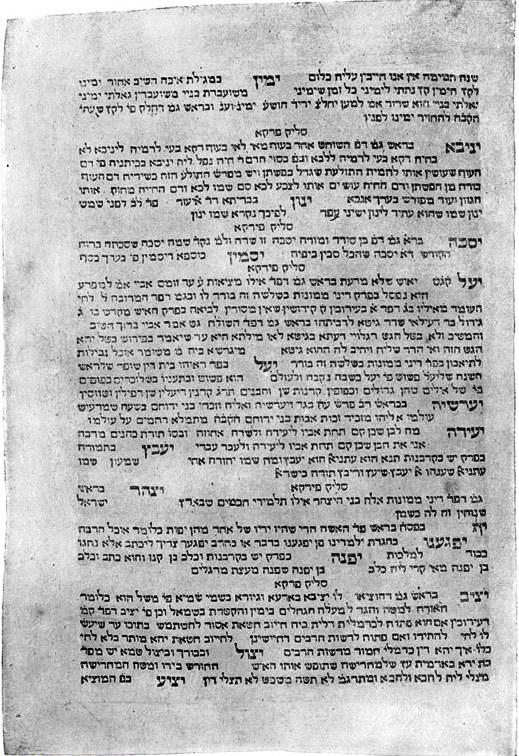
Az Áruch 1480-as kiadásának egy lapja

A szerző sokoldalú műveltséggel bír, és gyakorlati megfigyeléseit, külföldi tapasztalatait, arab-, görög-, és latin nyelvtudását, orvosi- és természetrajzi művekben való jártasságát fel is használja a magyarázatoknál. Fejlett nyelvérzékére vall, hogy különbséget tesz az irodalmi és a – dél-itáliai zsidóknál elterjedt – vulgáris görög nyelv között, valamint a bibliai, misnai és gemarai héber nyelv fajtái tekintetében. Szófejtései pontatlanok, de menti őket a korábbi szófejtési művek hiánya. Stílusa nehézkes, és felfogása erősen kötött a korábbi hagyományokhoz, önálló gondolata nemigen van.